# 고르니페트로우치

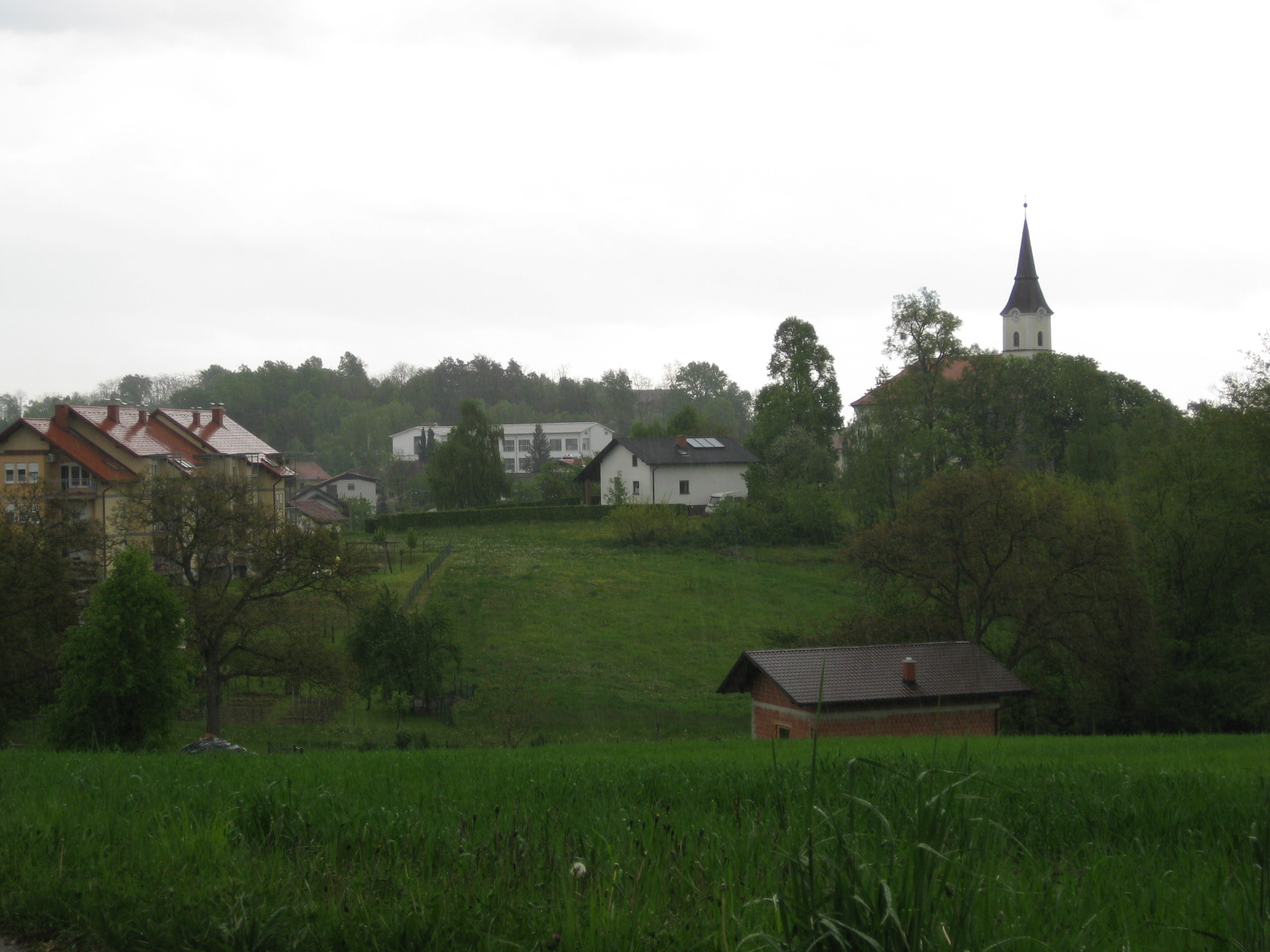
고르니페트로우치

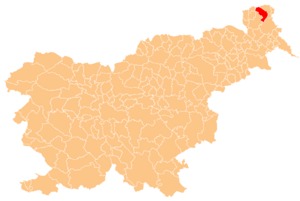
고르니페트로우치의 위치

고르니페트로우치(슬로베니아어: Gornji Petrovci, 헝가리어: Péterhegy 페테르헤지[*])는 슬로베니아의 도시로 면적은 66.8km2, 인구는 2,217명(2002년 기준), 인구 밀도는 33.2명/km2이다.